# Där går min älskling
"Där går min älskling" är en sång från 2005 med text av Peter LeMarc och musik av Göran Lagerberg. Den framförs av det svenska rockbandet Grymlings på bandets tredje album Grymlings III (2005), men utgavs även som singel samma år.
"Där går min älskling" tog sig inte in på Svensktoppen. Den har inte spelats in av någon annan artist. Peter LeMarc har heller inte spelat in låten.

## Låtlista
1. "Där går min älskling" – 4:24

### Fotnoter
1. 1 2  ”"Där går min älskling"”. Svensk mediedatabas. http://smdb.kb.se/catalog/search?q=lemarc+d%C3%A4r+g%C3%A5r+min+%C3%A4lskling&x=0&y=0. Läst 23 januari 2013.
2. ↑  ”Svensktoppen 2005”. Sveriges Radio. http://sverigesradio.se/sida/topplista.aspx?programid=2023&date=2005-05-01. Läst 23 januari 2013.